# Fonction élémentaire

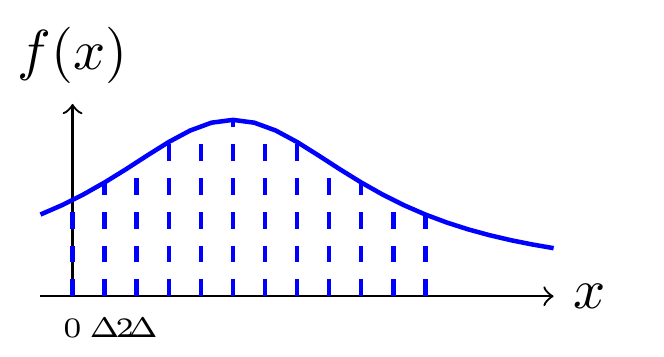
fonction f (en bleu) expression de f(x) sur l'axe verticale en fonction de x sur l'axe horizontal. elle est définie par l’ensemble des points sur la courbe bleu

En mathématiques, une fonction élémentaire est une fonction d'une variable construite à partir d'un nombre fini d'exponentielles, logarithmes, constantes, et racines n-ièmes par composition et combinaisons utilisant les quatre opérations élémentaires (+ – × ÷). En permettant à ces fonctions (et les constantes) d'être complexes, les fonctions trigonométriques et leurs réciproques sont élémentaires.
Les fonctions élémentaires ont été d'abord introduites par Joseph Liouville dans une série de publications de 1833 à 1841. Un traitement algébrique de ces fonctions a été démarré par Joseph Ritt dans les années 1930.

## Exemples
Certains exemples de fonctions élémentaires sont :
- addition, ex : f(x) = x + 3
- multiplication, ex : f(x) = 8x
- fonction trigonométrique, ex : f(x) = {\displaystyle \left(x+\sin ^{2}x\right)^{2}\left({\dfrac {\sin(x^{2})+x}{\sin(x^{3})}}\right)~;}

Deux exemples de fonctions non élémentaires sont la fonction d'erreur de Gauss 
{\displaystyle \operatorname {erf} (x)={\frac {2}{\sqrt {\pi }}}\int _{0}^{x}e^{-t^{2}}\,\mathrm {d} t}
et la fonction sinus intégral
{\displaystyle \operatorname {Si} (x)=\int _{0}^{x}{\frac {\sin t}{t}}\mathrm {d} t.}
Ce fait résulte du théorème de Liouville ;  l'algorithme de Risch permet en général de déterminer si une fonction élémentaire donnée possède ou non une primitive élémentaire.
Exemple de fonction complexe;
- f(x) = {\displaystyle -{\rm {i}}\ln(x+{\rm {i}}{\sqrt {1-x^{2}}}).} avec i² = -1